# 무함마드 알리 왕조
무함마드 알리 왕조는 19세기부터 20세기 중반까지 이집트와 수단을 통치한 왕조였다. 왕조명은 현대 이집트의 창시자로 여겨지는 조상 무함마드 알리 파샤 (Muhammad Ali Pasha)의 이름을 따서 명명되었으며, 공식적으로는 알라위야 또는 알라위트 왕조(الأسرة العلوية)로 알려졌다. 이 왕조의 통치자 대부분은 케디브라는 칭호를 지녔기 때문에 동시대 사람들은 케디발 왕조로도 불렀다.